# Fernando Livramento
António Fernando Amado Livramento (sinh ngày 3 tháng 3 năm 1982 ở Tavira, Algarve) là một cầu thủ bóng đá người Bồ Đào Nha thi đấu cho S.C. Farense ở vị trí tiền vệ.